# ألفة الحامدي
ألفة الحامدي سياسية وامرأة أعمال من مواليد مدينة قفصة في الجنوب التونسي، هي خبيرة دولية في إدارة المشاريع الكبرى. شغلت سابقا منصب الرئيسة المديرة العامة للخطوط الجوية التونسية لفترة وجيزة.

## حياتها
تلقت ألفة تعليمها الإبتدائي والثانوي في تونس و نجحت في امتحان الثانوية العامة بامتياز خولها لتكون من الأوائل على مستوى الجمهورية. توجهت بعدها بفضل منحة دراسية من الدولة التونسية إلى ليل بفرنسا حيث درست هناك ونالت شهادة الماجستير في الهندسة، من كلية ليل، ثم بعد ذلك توجهت إلى الولايات المتحدة الأمريكية أين واصلت دراستها في جامعة تكساس أوستن حيث تحصلت على ماجستير في إدارة المشاريع الكبرى.

## المسيرة المهنية
اشتغلت ألفة على العديد من المشاريع في الولايات المتحدة  ثم أسست شركة كونكورد للمشاريع التكنولوجية  و هي تعبتر خبيرة دولية في إدارة المشاريع الكبرى، ولقد ابتكرت تقنية AWP  و هي منهجية وتقنية تم اعتمادها دوليا لتحسين مردودية المشاريع الكبرى من قبل كبار الشركات العالمية أمثال إيكسون موبيل  كما تبوأت منصب المدير التنفيذي لمؤسسة Advanced work packaging institute , و عملت لفترة في تونس صلب وزارة الدفاع الوطني بمعهد الدفاع الأعلى كمدرسة ومحاضرة في إدارة المشاريع ضمن مدرسة الأركان التابع للوزارة

## قيادة الخطوط التونسية
تم تعيينها يوم 04 يناير 2021 على رأس الخطوط التونسية. لتصبح بذلك ثالث امرأة تتولي المنصب بعد سلوى الصغير وسارة رجب. بعد خلافات بينها وبين الإتحاد العام التونسي للشغل، تمت إقالتها من منصبها في 22 فبراير 2021.